# Anguilla bicolor
Anguilla bicolor es una especie de pez del género Anguilla, familia Anguillidae. Fue descrita científicamente por McClelland en 1844.
Se distribuye por el Indo-Pacífico, extendido en el Océano Índico tropical y el Pacífico occidental. También en África (Madagascar y Mozambique) y Australia. La longitud total (TL) es de 123 centímetros. Habita en aguas dulces, arroyos, estuarios y mares.
Está clasificada como una especie marina inofensiva para el ser humano.